# X (Spock's Beard)
X è un album del gruppo progressive rock statunitense Spock's Beard.

## Tracce
1. Edge of the In-Between (Dave Meros, John Boegehold) – 10:30
2. The Emperor's Clothes (Alan Morse, Neal Morse, Larry Kutcher) – 6:01
3. Kamikaze (Ryo Okumoto) – 4:15
4. From the Darkness (Nick D'Virgilio, Alan Morse) – 16:53
  - I. The Darkness
  - II. Chance Meeting
  - III. On My Own
  - IV. Start Over Again
5. The Quiet House (Meros, Boegehold) – 9:13
6. Their Names Escape Me (Boegehold, Meros) – 8:51
7. The Man Behind the Curtain (Alan Morse, Stan Ausmus) – 7:44
8. Jaws of Heaven (Meros, Boegehold) – 16:22
  - I.Homesick for the Ashes
  - II.Words of War
  - III.Deep in the Wondering
  - IV.Whole Again

## Formazione
Gruppo
- Nick D'Virgilio – voce, batteria, percussioni, chitarra
- Alan Morse – chitarra elettrica, cori
- Dave Meros – basso, tastiera, cori
- Ryo Okumoto – tastiera

Altri musicisti
- John Boegehold – tastiera, chitarra, cori
- Jimmy Keegan – cori